# Beatriz Manrique Guevara
Beatriz Manrique Guevara (León, Guanajuato; 20 de mayo de 1967) es una política mexicana que forma parte del Partido Verde Ecologista de México. Ha sido en dos ocasiones diputada federal y en dos diputada al Congreso de Guanajuato. De 2019 a 2024 se desempeñó como secretaria de medio ambiente del gobierno de Puebla.

## Reseña biográfica
Beatriz Manrique es licenciada en Derecho por la Universidad Iberoamericana, misma institución por la que posee una maestría en Política y Gestión Pública, en adición cuenta con estudios de posgrado en Derecho en Medio Ambiente por la Universidad de Salamanca.
Realizó toda su carrera política en la estructura nacional y estatal del Partido Verde en Guanajuato, en donde entre varios cargos llegó a ser secretaria de Organización, presidenta estatal del partido, vocera y consejera política. En el comité ejecutivo nacional fue secretaria de Organización, de Procesos Legislativos y Relaciones Institucionales y consejera política nacional. En adición fue candidata del PVEM a gobernadora de Guanajuato para las elecciones de 2006, sin embargo ante la alianza de su partido con el PRI, declinó su candidatura a favor de la de Miguel Ángel Chico Herrera.
De 2000 a 2003 fue por primera ocasión diputada al Congreso de Guanajuato y en 2006 fue elegida diputada federal suplente del propietario Sergio Augusto López Ramírez. Cuando este solicitó licencia al cargo asumión la curul el 30 de abril de 2008, permaneciendo en el cargo hasta el final de la LX Legislatura en 2009. En dicho periodo legislativo fue integrante en las comisiones de Medio Ambiente y Recursos Naturales; Vivienda; Derechos Humanos; Especial de Atención a Pueblos que Viven en el Bosque; y, de Investigación del daño ecológico y social generado por PEMEX; fue además Integrante del comité del Centro de Estudios para el Desarrollo Rural Sustentable y la Soberanía Alimentaria.
De 2012 a 2015 fue regidora en el ayuntamiento de León encabezado por Bárbara Botello Santibáñez y en 2015 fue por segunda ocasión diputada al Congreso de Guanajuato, concluyendo su periodo en 2018, y en la que fue coordinadora del grupo parlamentario del PVEM y vocal en la Junta de Gobierno y Coordinación Política. 
Fue nuevamente electa diputada federal por el principio de representación proporcional a la LXIV Legislatura en 2018 y permaneciendo en el cargo hasta el 26 de julio de 2019 en que solicitó licencia; al ser nombrada como secretaria de Medio Ambiente en el gobierno de Puebla por nombramiento de Miguel Barbosa Huerta.